# زاکوفریاشینو
زاکوفریاشینو (به لاتین: Zakovryashino) یک منطقهٔ مسکونی در روسیه است که در سرزمین آلتای واقع شده‌است.